# Jean-Baptiste Joseph de Sahuguet d'Amarzit d'Espagnac
Pour les articles homonymes, voir Espagnac (homonymie).
Jean-Baptiste Joseph de Sahuguet d'Amarzit, baron d'Espagnac, né à Brive-la-Gaillarde le 28 mars 1713 et mort à Paris le 28 février 1783, est un général français, lieutenant-général des armées.

## Biographie

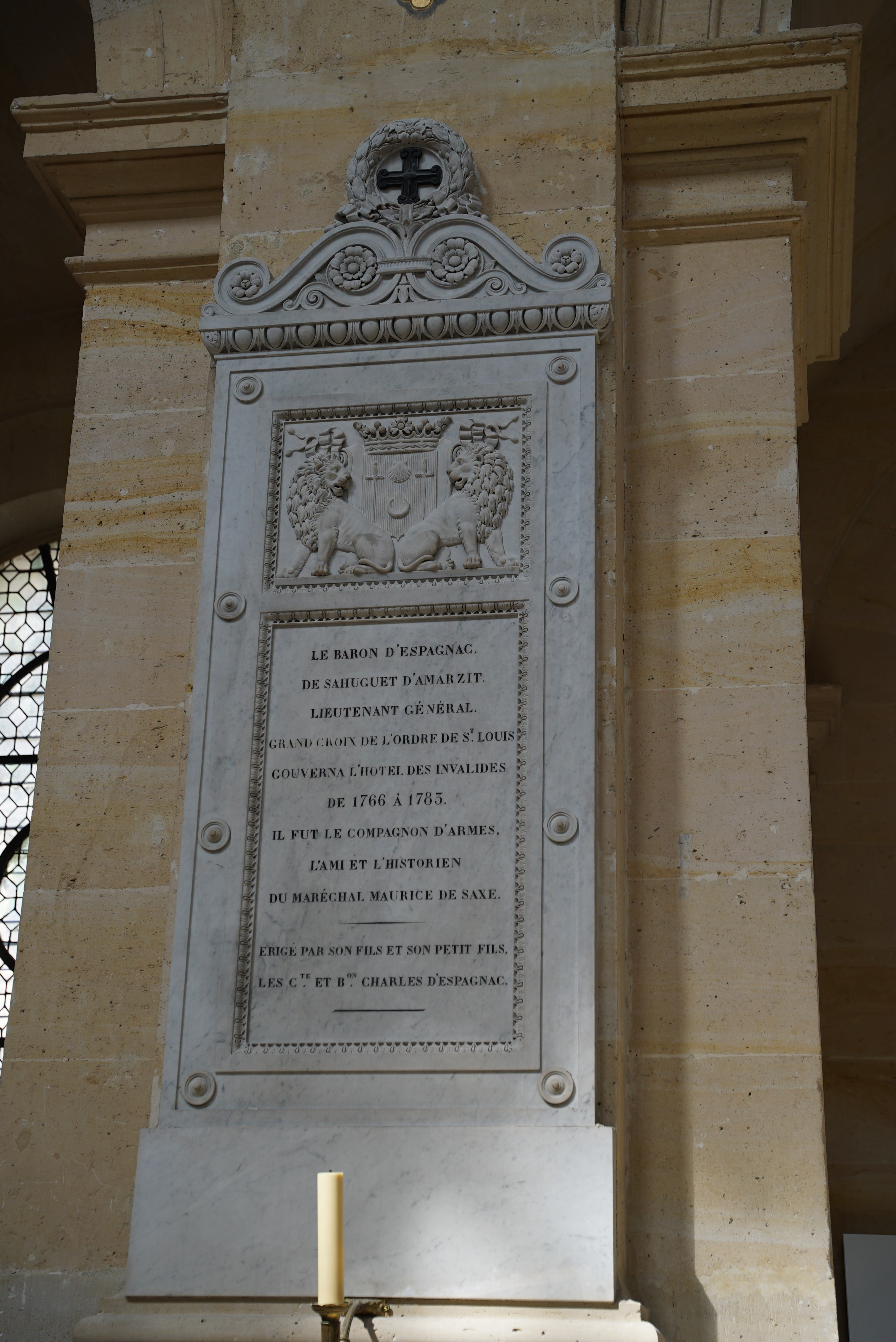
Mémorial en l'église st-Louis des Invalides.

Il se fait remarquer à la prise de Prague en 1741 puis à la guerre de Bavière en 1742-1743. Colonel du régiment des Grenadiers-Royaux d'Espagnac il participe à la bataille de Rocourt en 1745-1746 avant de devenir en 1766, gouverneur de l'Hôtel des Invalides (où il est inhumé).

## Famille[2]
Il est le petit-fils de Jacques-Gilbert d'Amarzit/Damarzit (fils de Pierre Damarzit de St-Michel et Françoise de Sahuguet), qui avait relevé le nom de Sahuguet en succession de son propre cousin germain Jacques de Sauguet, mort sans postérité vers 1653. Il est un cousin éloigné du général Jean-Joseph-François-Léonard de Sahuguet, mort à Tobago en 1802, également issu de Jacques-Gilbert de Sahuzac d'Amarzit. 
Il épouse en 1748 Suzanne Elizabeth Joseph de Beyer. Ils ont plusieurs enfants, dont Marc René Marie de Sahuguet d'Amarzit d'Espagnac et Charles-Antoine Léonard de Sahuguet d'Amarzit d'Espagnac, comte de Sancerre.
Il a aussi un fils naturel, Pierre-André Latreille.

## Œuvres
On lui doit des ouvrages de stratégie militaire :
- Journal historique des campagnes du roi en 1745-1748, 4 vol, 1748.
- Essai sur les grandes opérations de guerre, 3 vol, 1751.
- Histoire de Maurice, comte de Saxe, duc de Courlande et de Sémigalle, maréchal-général des camps & armées de Sa Majesté très chrétienne, 2 vol, 1773 (il avait été l'aide de camp du maréchal.)
- Histoire de Maurice, comte de Saxe, duc de Courlande et de Sémigalle, maréchal-général des camps & armées de Sa Majesté très chrétienne (…) Nouvelle édition corrigée & considérablement augmentée, 3 vol, 1775.